# Nesogalepsus tuberculatus
Nesogalepsus tuberculatus är en bönsyrseart som beskrevs av Max Beier 1931. Nesogalepsus tuberculatus ingår i släktet Nesogalepsus och familjen Tarachodidae. Inga underarter finns listade i Catalogue of Life.